# Estadio Olímpico de Asjabad
El Estadio Olímpico de Asjabad (en turcomano: Saparmyrat Türkmenbaşy adyndaky Olimpiýa Stadiony) es un estadio multiusos, pero principalmente ocupado para la práctica del fútbol, situado en la ciudad de Asjabad, capital de Turkmenistán.
Aunque el escenario lleva el nombre de Estadio Olímpico nunca ha hecho parte de los Juegos Olímpicos o algún otro evento del ciclo olímpico. En 2007 el gobierno decidió remodelar el estadio y aumentar su capacidad hasta las 45 000 localidades.